# فرناندو دا كوستا ليال
فرناندو دا كوستا ليال (بالبرتغالية: Fernando da Costa Leal‏) هو مستكشف ودبلوماسي وعالم نبات برتغالي، ولد في 15 أكتوبر 1846 في مارغاو في الهند، وتوفي في 4 أبريل 1910 في غوا في الهند.